# Cerro Congolón
El Cerro Congolón o Montaña Congolón se encuentra ubicado en el departamento de Lempira, en la geografía de Honduras, declarado Monumento histórico nacional de Honduras por el Congreso Nacional de Honduras en 2010.

## Descripción
El "Cerro Congolón" tiene una altitud de: 890 metros o 2,921 pies sobre el nivel del mar. Dicha montaña se encuentra en la jurisdicción del municipio de Candelaria a una distancia de 5 kilómetros,  del volcán Joconal a una distancia de 2 kilómetros y del municipio de La Unión a 5 kilómetros, además de este cerro, se encuentran en la misma sierra los cerros de Cerquín, Coyocutena y Piedra Parada.

## Declaración como monumento histórico nacional
La solicitud de declarar Monumento Histórico, a este cerro se basa en que la historia recuerda que aquí fue muerto en 1537 el cacique Lempira (cacique lenca) que defendía el territorio de los conquistadores españoles, según el historiador hondureño Mario Felipe Martínez Castillo, que realizó investigaciones en el Archivo General de Indias y corroborando la versión  del relator Rodrigo Ruiz, bajo los servicios del capitán Francisco de Montejo, plasmado en el documento  “Probanza de méritos” escrito en  México en  1558, y en el que describe a un valiente guerrero “Elempira” que se enfrentó a las tropas españolas, falleciendo en el intento y siendo decapitado.

## Parque Nacional Congolón, Coyocutena y Piedra Parada (PANACON)
En el 14 de octubre de 2010, el Congreso Nacional de Honduras emitió el decreto legislativo número 195-2010 que declaró áreas protegidas al cerro Congolón, Coyocutena y Piedra Parada bajo la categoría de parque nacional. El decreto legislativo fue aprobado por el presidente Porfirio Lobo Sosa en el 29 de octubre.
El parque nacional fue creado porque el congreso determinó que los cerros "deben considerarse y conservarse como una obra arquitectónica, de escultura no esculpida por mano humana sino por natural; que lo dotó de una inusual belleza escénica y de abundantes recursos naturales," por la importancia histórica de El Congolón y porque "la reserva hídrica y forestal del Congolón beneficia y sostiene las poblaciones de los municipios ubicados al sur del Departamento de Lempira." Tiene un área de 11 019,5 hectáreas (110,2 km²).
El Instituto Nacional de Conservación y Desarrollo Forestal, Áreas Protegidas y Vida Silvestre (ICF) en su acuerdo número 020-2016 aprobó un plan de manejo para el parque nacional para el período de 2016-2027 en el 4 de octubre de 2016.